# Днепровско-Вислянский водный путь Е40

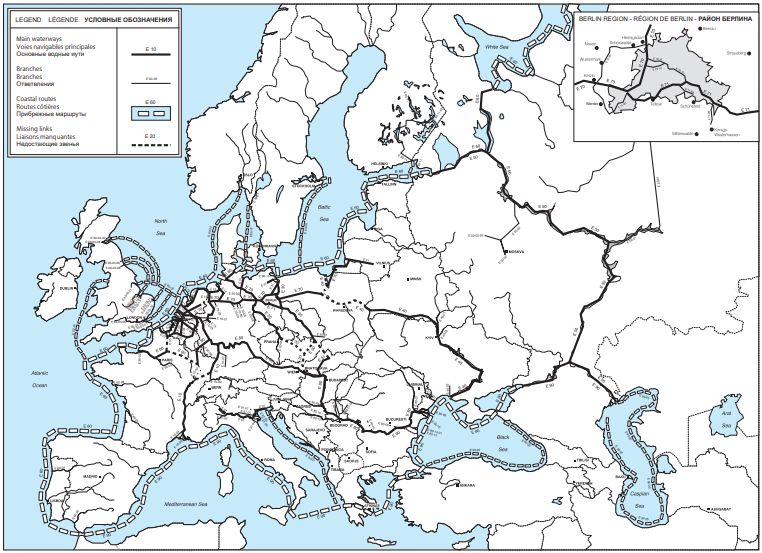
Проект схемы внутренних водных путей Европы

Водный путь E40 — планируемый судоходный транспортный путь, предназначение которого соединить Балтийское и Чёрное моря.
Длина примерно 2000 км. По проекту, маршрут проходит от г. Гданьска в Польше, через территорию Республики Беларусь (по руслу р. Припять) и до г. Херсона в Украине.
Украинская часть водного пути Е40 должна пройти по руслу р. Припять, через Чернобыльскую зону отчуждения, и р. Днепр — до г. Херсона и выхода в Черное море. Длина украинской части пути — 970 км (почти половина общей протяженности). Общая площадь регионов, через которые должна пройти E40, составляет около 392 949 км², в которых проживает ориентировочно 28 690 834 человека.
Официально планирование водного пути E40 ещё на ранней стадии, но в Украине уже ведутся подготовка стратегических документов и реализуются отдельные части проекта. В частности, в 2020 году было проведено дноуглубление реки Припять в пределах зоны отчуждения .
Реализация проекта Е40 вызывает значительную критику международных и местных общественных организаций во всех трех странах а также у экспертов биологического и экологического направления . Создана международная кампания по противодействию реализации проекта водного пути «STOP E40» .
По мнению экспертов научных учреждений Республики Беларусь, строительство водного пути будет иметь значительное негативное воздействие на природное и культурное наследие и благосостояние населения Полесья(1), а также влияние на экономику и мировой баланс углерода, гидрологическую и радиационную ситуации, экономику, развитие транспорта. Существуют альтернативные сценарии развития Полесья и транспортного сообщения Украины, Польши и Беларуси. Прежде всего речь идет о переориентации региона Полесья на отрасль экологического туризма. Это показало исследование, которое провел Aivar Ruukel, член совета Глобальной экотуристические сети (Global Ecotourism Network) и туроператор в национальном природном парке (НПП) Соомаа (Soomaa National Park), Эстония.
В прессе неоднократно фигурировали высказывания о том, что водный путь Е40 является восстановлением древнего транспортного пути „из варяг в греки“, но эти утверждения не имеют научной основы .

## История проекта
В 1996 году в городе Женеве было подписано Европейское соглашение о важнейших внутренних водных путях международного значения (European Agreement on Main Inland Waterways of International Importance (AGN). Geneva, 19 January 1996). В этот перечень вошел и Е40 („Е“ — это категория внутренних водных путей международного значения. Номера 10, 20, 30, 40 и 50, увеличивающиеся с запада на восток, присвоены магистральным путям, по большей части северо-южного направления, которые соединяют один морской бассейн с другим).
Карта пути Е40 впервые была опубликована в документе (белой книге) Европейской экономической комиссии ООН (UNECE) „White Paper on the progress, accomplishment and future of sustainable inland water transport“ и была опубликована отдельно на ресурсах ЕЭК ООН.
В начале 2010-х был создан польско-белорусско-украинский бизнес-консорциум, в который от Украины вошли не центральные государственные органы, ответственные за вопросы транспорта, или окружающей среды, а Волынское областное управление водных ресурсов и общественная организация „Волынская ассоциация ученых и инноваторов“. Хотя маршрут проекта и не будет проходить по территории Волынской области, но он зависит от водных ресурсов этой области и будет влиять на гидрологическую обстановку области. Также приглашение участников именно из этой области объясняется намерениями получить финансовую поддержку по Программе приграничного сотрудничества Польша-Беларусь-Украина, финансируемой Европейским Союзом .
1 декабря 2013 стартовал проект „Восстановление магистрального водного пути E-40 на участке Днепр-Висла: от стратегии к планированию“ (2007—2015 гг.)» с бюджетом свыше 0,9 млн €. Средства ЕС составили 821281 €,собственные средства участников — 91376 €. Эти деньги были потрачены преимущественно на технико-экономическое обоснование и лоббирование проекта. В 2015 году отчёт был опубликован. Согласно этой предварительной оценки, маршрут будет проходить через речные системы рек Вислы, Западного Буга, Пины, Припяти и Днепра. В результате реализации проекта русло этих рек будет изменено: спрямлене/строительство плотин/углубление/расширенние или осушение.
Хотя некоторые отрезки судоходного пути уже существуют, масштаб предлагаемой новой разработки настолько глобальный, что по мнению экспертов грозит экологической катастрофой в регионе .
Сегодня международные и европейские финансовые учреждения не дали согласия на кредитование Е40, поскольку имеют довольно жесткие требования к экологичности поддерживаемых ими проектов.

### Реализация проекта в Украине
4 октября 2019 года в рамках участия во Втором форуме регионов Украины и Белоруссии Президент Украины Владимир Зеленский и Президент Республики Беларусь Александр Лукашенко заключили договоренности, согласно которым в 2020 году украинская сторона должна провести дноуглубление на реках Припять и Днепр, необходимое для восстановления полноценного судового движения.
6 февраля 2020 министр инфраструктуры Украины Владислав Криклий заявил, что «проект по восстановлению речного пути Е-40 вышел на стадию практической реализации».
Летом-осенью 2020 года на р. Припять было проведено дноуглубление в восьми точках. Оценка воздействия на окружающую среду этих работ не проводилась.
30 сентября 2020 Кабинет Министров Украины принял постановление «О внесении изменений в перечень внутренних водных путей, относящихся к категории судоходных». Данное постановление включает также Е40.
25 ноября 2020 Кабинет Министров Украины своим распоряжением одобрил проект Соглашения между Кабинетом Министров Украины и Правительством Китайской Народной Республики об углублении сотрудничества в области строительства инфраструктуры и уполномочил министра инфраструктуры Владислава Криклия подписать указанное Соглашение. Это открывает лоббистам проекта путь к получению китайских кредитов на строительство Е40 и увеличивает риски пренебрежение экологическими принципами при рассмотрении соглашения о финансировании Е40.
11 декабря 2020 на сайте Государственного агентства управления зоной отчуждения (ДАЗВ) было размещено Сообщение о публикации Стратегии развития зоны отчуждения на 2021—2030 г.г. Проект стратегии содержит раздел 5.9.Развитие транспортной инфраструктуры. Который полностью посвящен лоббированию строительству Е40 через зону отчуждения. После критических заявлений общественных организаций руководство ДАЗВ пообещало исключить этот раздел из стратегии.

## Международная общественная кампания «Сохраним Полесье» (Save Polesia)
«Сохраним Полесье» — часть международной коалиции Save Polesia, которая объединяет общественные организации из Беларуси, Украины, Польши и Германии. Цель кампании — популяризировать Полесье как уникальный единственный природный заповедник с высокой природоохранной и культурной значимостью, в том числе для получения статуса объекта Всемирного наследия и отмену строительства водного пути Е40. До 2020 года общественная кампания против строительства водного пути Е40, который может пройти по рекам Польши, Беларуси и Украины, называлась «Стоп Е40» (STOP E40). Коалиция считает, что проект Е40 плохо продуманный и экономически нецелесообразен, а именно строительство Е40 станет катастрофой как для уникального региона белорусского Полесья, как и для ряда ценных природных территорий Польши и Украины. Кампания по-прежнему использует в соцсетях хэштег #stop_E40.
Общественная кампания «Сохраним Полесье» хочет привлечь внимание правительств Беларуси, Польши, Украины и Европарламента к угрозе ценным природным территориям Полесья и продемонстрировать, что любые решения относительно проекта строительства водного пути Е40 должны приниматься при активном участии общественности и независимых экспертов. По мнению членов коалиции, проект водного пути Е40 имеет сомнительную экономическую ценность и однозначно несет серьёзную угрозу природе. При этом девственная территория Полесья имеет большой потенциал для продвижения экотуризма, усиление местного бизнеса и устойчивого развития всего региона.
В сентябре 2020 ведущие европейские экологические организации направили открытое письмо президенту Украины Владимиру Зеленскому. В своем обращении они выразили серьёзную обеспокоенность началом строительства мегаканала Балтика-Черное море.
Офис президента поручил ответить на письмо секретариата Кабинета Министров Украины, который в свою очередь поручил это Министерству защиты окружающей среды. В письме-ответе Министерства экологии и природных ресурсов Украины от 29.12.2020 № 25/8-12/12524-20 указано: «В связи с намерениями проведения дноуглубительных работ на украинском участке реки. Припять, министерство неоднократно в своих обращениях в адрес Минифраструктуры подчеркивало высокой вероятности ухудшения качества воды при проведении дноуглубительных работ за каламучення радиоактивных седиментов, особенно на участке р. Припять в пределах территории зоны отчуждения и зоны безусловного (обязательного) отселения и в верховье Киевского водохранилища. Вопрос проведения дноуглубительных работ на реке. Припять требует первоочередного основательного научного изучения текущего состояния донных отложений, анализа влияния дноуглубительных работ на природные экосистемы, имеющие особое природоохранное значение, в частности тех, что находятся в пределах объектов природно-заповедного фонда Украины, или на некоторых участках в непосредственной близости от этих территорий». Одновременно министр Криклий в своем письме по поводу этого же никак не прокомментировал отсутствие выводов Стратегической экологической оценки и ОВД работ на Припяти и начала строительства Е40.

## Экономические показатели проекта по оценкам разработчиков
Стоимость строительства канала — 12 млрд долларов. По подсчетам лоббистов проекта создания E-40 позволит перевозить до 4 млн тонн грузов ежегодно. Это оживит торговлю между Польшей, Беларусью и Украиной, общий объём рынков которых составляет почти 100 миллионам человек.
По данным отчёта речной транспорт дает возможность перевозить большие объёмы грузов. Так, баржа-площадка грузоподъемностью 900 тонн заменяет 18 вагонов или 45 двадцатитонных грузовиков. Каналом Е40 планируется перевозить миллионы тонн грузов, которые поплывут из стран проекта (уголь, руда, металл, калийные удобрения, поваренная соль, сахар, щебень, торф, лесоматериалы, сапропели и прочее) в ЕС и остальной мир. Есть надежда увидеть на маршруте судна под флагами стран Скандинавии. Кроме того, E-40 обеспечит существенную экономию времени для перевозчиков, работающих в регионах Центральной и Восточной Европы. Сейчас для доставки грузов в этом направлении используется маршрут Рейн-Майн-Дунай (3100 км). Однако E-40 короче этого пути почти на 1000 километров (2205 км). Это означает сокращение пути на 2-4 суток при средней скорости грузовых речных судов в 10-20 км /час.
В актив записаны и потенциальные трансграничные речные круизы.

## Экономические показатели проекта по расчетам других экономистов
Технико-экономическое обоснование проекта Е40 было проанализировано белорусскими специалистами трех профессиональных объединений: «Деловой союз предпринимателей и промышленников им. проф. М. С. Кунявського», «Республиканский союз промышленников и предпринимателей», «Белорусская научно-промышленная ассоциация». Этот анализ показал многочисленные просчеты и откровенные ошибки авторов ТЭО. В частности, заместитель директора Союза предпринимателей и работодателей им. профессора Н. С. Кунявського Алесь Герасименко подчеркнул, что этот водный путь будет неконкурентоспособным с автомобильным и железнодорожным транспортом, если не будет субсидироваться.
Эксперты установили, что экономический анализ в технико-экономическом обосновании был недостаточно подробным, чтобы сделать однозначные выводы. Он содержит различные методологические и фактические ошибки и не соответствует международным стандартам, в частности, стандартам Организации Объединённых Наций по промышленному развитию (ЮНИДО). Он не содержит четкого значения общей суммы инвестиционных затрат и разбивки по категориям расходов. В описании некоторых компонентов проекта приведены цифры, общая сумма которых составляет чуть больше 12 млрд евро. Но отдельные статьи расходов в эту сумму не включены, а другие статьи расходов существенно недооценены. Например, документ не содержит оценку стоимости создания дополнительной портовой инфраструктуры или реконструкции мостов. Хотя эксперты Бизнес союза предпринимателей и нанимателей им. Кунявського считают, что инвестиционные затраты на развитие украинского отрезке в часть русла Днепра — даже без реконструкции мостов — занижены почти на 100 млн евро. Они также утверждают, что инвестиционные затраты на белорусском участке, вероятно, занижены как минимум на 900 млн евро. Это позволяет предположить, что реальная стоимость проекта превысит 13 млрд евро. Стоимость дноуглубления только реки Днепр может достигать одного млрд. гривен ежегодно.
Другие критики проекта высказывают предостережение, что проект Е40 по объёмам грузооборота сейчас бесперспективен и не окупится, а тот грузооборот, который на сегодня может быть (Беларусь — Украина), очень легко может быть перевезен по железной дороге. Этот маршрут намного лучше обслуживать железнодорожным транспортом. Нет никакого смысла вкладывать деньги, если есть уже готовая построенная инфраструктура, которая может обеспечить грузооборот с Севера на Юг в 20 раз больше теперешнего" (на 2017 год). Перевозка товара водным путем Е-40 будет занимать более 14 дней, дольше, чем автомобильным или железнодорожным транспортом. Идея водного пути E40 является очень опасной для окружающей среды и будущего Европы, а сам проект водного пути E40 есть необоснованный с экономической точки зрения.
По мнению экспертов, основные недостатки проекта:
1. Влияние инвестиционного проекта на окружающую среду не определяется количественно не измеряется или не является аргументированным.
2. Заявление о том, что реализация проекта может привести к созданию новых привлекательных рабочих мест, не аргументирована.
3. Основная часть экономического анализа E40 основывается на ошибочном предположении: если средства предоставляются из государственных источников (например, из государственного бюджета или из средств ЕС), то, оценивая эффективность инвестиций с точки зрения общественности, эти затраты нужно учитывать при исчислении общих расходов.
4. Даже если затраты на строительство игнорируются, анализ показывает, что инфраструктуру, созданную в рамках проекта, трудно поддерживать только за счет доходов, полученных во время его текущей эксплуатации.
5. В то время, когда преимущества в виде сокращения транспортных расходов перевозчиков создаются в основном для частных лиц, то большая часть инвестиционных затрат (а также возможные дополнительные расходы, связанные, например, с деградацией речных экосистем) будут возложены на общество в целом трех стран (Беларуси, Польши, Украины). Этот подход не соответствует принципу «пользователь платит», указанного в материалах проекта.
6. Документы не содержат достаточно деталей относительно использованного прогноза грузовых потоков. Несмотря на то, что в описании модели упоминается ряд других предположений, остается непонятным, например, сколько месяцев в год взят как период навигации для различных вариантов водного пути, поскольку это предположение согласуется с моделью, скорректированной для условий Нидерландов.
7. Анализ чувствительности модели к заложенным предположениям не представлен в этом документе. Это обстоятельство является особенно значительным недостатком, учитывая большую неопределенность, связанную с такими прогнозами. Эта неопределенность не только не оценивалась с точки зрения чувствительности принятых допущений, но для самих предположений (например, путем определения стандартных ошибок в прогнозных показателях).
8. Общая ошибка, характерная для всего отчета — отсутствие правильного понимания разработчиками концепции социально-экономического благосостояния, в которой применяется анализ выгод и затрат (то есть сравнение общих затрат, как государственных так и частных, с общими преимуществами, опять же частными и дополнительными).
9. Необходимо полностью учесть инвестиционные затраты в анализе. В противном случае, оценки внутренней нормы прибыли (IRR) и экономической стоимости сети (NPV), представленные в отчете, не имеют экономического смысла.
10. Средние затраты на техническое обслуживание и ремонт гидрологической инфраструктуры выраженные в процентах от стоимости инвестиционных затрат проекта (0,01 %) на первом этапе деятельности выглядят недооцененными. Согласно имеющегося опыта можно было бы ожидать, что эти расходы составляют 3-5 % инвестиционных расходов ежегодно, особенно в более поздние периоды.
11. Технико-экономическое обоснование не содержит экономических характеристик всего инвестиционного проекта в целом, поскольку отмечается, что экономический анализ не включает вопрос запуска остальных участков E40 ([28]стр. 48), то есть охвачены только лишь участки Водного пути Е-40: канал, соединяющий Вислу и Мухавец, а также Нижнюю Вислу. Это означает, что анализ не включает инвестиционные и операционные затраты, связанные с созданием и поддержкой гидрологической инфраструктуры, в том числе на территории Беларуси и Украины.
12. Предполагается также включение сокращения выбросов двуокиси углерода в перечень дополнительных преимуществ, которые возникают в результате внедрения проекта. В то же время в документе отсутствуют количественные расчеты сокращений выбросов двуокиси углерода. С другой стороны, выбросы СО2, связанные с внутренним водным транспортом, в целом сопоставимы с выбросами от железнодорожного транспорта.
13. Работа также не учитывает существование многочисленных охранных природных территорий, особенно ценных для сохранения биоразнообразия в Беларуси и Украине. Этим участкам также может быть нанесен вред вследствие проведения гидрологических работ. Одновременно в работе не учитываются дополнительные расходы как часть затрат проекта (в том числе в контексте возможных компенсационных выплат или мер).
14. Более детальная экономическая оценка Документа является бесполезной, поскольку не изменит неправильный базовый подход оценки идеи проекта E40 на предмет его целесообразности.

## Экологические риски проекта

### Гидрологические проблемы/засуха
Уже сегодня функционирования Днепро-Бугского канала, который должен стать частью Е40, провоцирует значительные гидрологические проблемы. Слабым звеном водной системы Днепр — Буг является неравномерность распределения водных ресурсов в течение года на водоразделе (Днепр — Буг): большое количество весной и дефицит в маловодный период. Большая часть воды в течение года поступает с верховья Припяти и каскада озёр: Святое, Волянское и Белое, лежащих вдоль верховий Припяти на территории Украины. Трансграничная проблема наполнения водной системы Днепр — Буг может повлечь деградацию русла реки Припять, озёр Святое, Волянское и Белое через работу системы водоснабжения.

### Воздействие на биоразнообразие
Строительство и эксплуатация водного пути предусматривает изменение гидроморфологических условий всего региона Полесья, что приведет к деградации ценных территорий водно-болотных угодий, находящихся под национальным и международным защитой как ареала оселищ ценных видов, и ряда уязвимых природных территорий Украины. Много частей Полесья имеют международное значение как исключительные памятники природы, которые получили статус биосферных заповедников ЮНЕСКО, объектов, которые находятся под защитой Рамсарской конвенции. В связи с тем, что водный путь E40 — это трансграничный проект, на него распространяются международные конвенции, ратифицированные Украиной (в частности Конвенция Эспоо, Орхусская конвенция), согласно которым Оценка воздействия на окружающую среду (ОВД) должна проводиться в едином пакете во всех трех странах.

### Радиационная и химическая опасность
Участок нового судоходного маршрута пройдет через территорию, которая пострадала от Чернобыльской катастрофы 1986 года. Устье реки Припять притерпело значительное загрязнение, часть радиоактивных веществ осело как на дне реки, так и на дне Киевского водохранилища. Во время проведения дноуглубительных работ в русле реки на территориях, прилегающих к Чернобыльской зоне отчуждения и в верхнем участке Киевского водохранилища, возможно ухудшение качества воды, возникновение радиоактивной угрозы для миллионов граждан Украины из-за загрязнения радиоактивными отложениями. Кроме того только одна транспортная химическая авария на пути Е40 может разрушить систему водоснабжения не только Киева, но и окажет негативное влияние на водообеспечение других городов ниже по течению р. Днепр.

## Дополнительно
- POLICY BRIEF ON E-40 PROJECT AND ITS THREATS FOR THE ENVIRONMENT[37]
- Независимая биологическая, экономическая и гидрологическая оценка проекта восстановления водного пути Е40 (2017—2020)[2]